# Бладаст
Бладаст (*Bladastes, д/н — після 583) — дукс Аквітанії.

## Життєпис
Про нього практично нічого невідомо. Був одним з військовиків франкських королів. Служив Хільперіку I, королю Нейстрії. Брав участь у війнах з Сігебертом I, королем Австразії, та Гунтрамном, королем Бургундії.
У 583 році призначено дуксом (разом з Дезідерієм). З огляду на це його розглядають одним з перших герцогів. Втім інші дослідники вважають титул дукса рівноцінним давньоримському, що позначав військового очільника у провінції.
Разом з Дезідерієм очолив військо, яке було спрямоване для захоплення Васконії. Проте франки зазнали нищівної поразки. Про подальшу долю нічого невідомо: або Бладаст загинув під час походи (помер трохи пізніше, чи обіймав посаду дукса за короля Хлотаря II.